# Finlands herrlandslag i vattenpolo
Finlands herrlandslag i vattenpolo representerar Finland i vattenpolo på herrsidan. Laget slutade på 13:e plats i Europamästerskapet 1970.

### Fotnoter
1. ↑  Todor Krastev (16 mars 1970). ”Men Water Polo European Championship 1970 Barcelona (ESP) - 04-12.09 Winner Soviet Union” (på engelska). Sport Statistics. Arkiverad från originalet den 29 mars 2016. https://web.archive.org/web/20160329142210/http://www.todor66.com/Water_Polo/Europe/Men_1970.html. Läst 27 juni 2015.